# Pinkpop 2006
Pinkpop 2006 vond plaats op zaterdag 3, zondag 4 en maandag 5 juni 2006 op het evenemententerrein Megaland. Het was de 37e editie van het Nederlands muziekfestival Pinkpop en de negentiende in Landgraaf. Het evenement was met 68.000 unieke bezoekers uitverkocht en daarmee succesvoller dan de editie van 2005, onder meer door de drie headliners Red Hot Chili Peppers, Tool en Placebo.

## Programma
| Dag      | Mainstage                                                         | 3FM-stage                                        | John Peel-stage                                                | BUMA-stage                    |
| -------- | ----------------------------------------------------------------- | ------------------------------------------------ | -------------------------------------------------------------- | ----------------------------- |
| Zaterdag | The Dresden Dolls Nelly Furtado Kaiser Chiefs Placebo             | Kubb Admiral Freebee Paul Weller                 |                                                                | Alizée Mo'Jones Kraak & Smaak |
| Zondag   | Kashmir The Bloodhound Gang Racoon dEUS Tool                      | VanKatoen Dredg Danko Jones Alter Bridge         | The Rakes The Zutons Infadels Hooverphonic                     |                               |
| Maandag  | Pete Murray Skin BLØF Keane Franz Ferdinand Red Hot Chili Peppers | Soulfly David Gray Deftones Nickelback Morrissey | Living Things Jamie Lidell Editors The Flaming Lips Opgezwolle |                               |

De zangeres Anouk zou ook optreden, maar werd weer uit de line-up verwijderd omdat er geen overeenstemming kon worden bereikt over het tijdstip van optreden. In haar plaats kwam Skin, die eerst in het weekend zou optreden.